# Podmokly (Rokycanyi járás)
Podmokly település Csehországban, Rokycanyi járásban. Podmokly Ostrovec-Lhotka, Chlum, Čilá, Hradiště, Zvíkovec, Mlečice és Skryje településekkel határos. Lakosainak száma 253 fő (2024. január 1.).

## Népesség
A település lakosságának változását az alábbi diagram mutatja:
| Lakosok száma | 889  | 827  | 701  | 457  | 325  | 262  | 250  | 252  | 256  | 253  |
|               | 1869 | 1900 | 1921 | 1961 | 1980 | 2011 | 2016 | 2019 | 2021 | 2024 |